# Jadwiga Zwolakowska
Jadwiga Zwolakowska, pseudonim „Druhna Jadzia” (ur. 19 marca 1895, zm. 9 grudnia 1944 w Krakowie) – polska nauczycielka, pionierka żeńskiego ruchu zuchowego, harcmistrzyni.
Urodzona w majątku Głębokie na Podlasiu. W 1915 roku rozpoczęła pracę jako nauczycielka w polskiej szkole w Kiszyniowie i tam założyła Drużynę Harcerską im. Tadeusza Kościuszki, zrzeszającą zastępy męskie i żeńskie oraz wilczęta. W 1921 roku wróciła do Warszawy, pracowała w szkole powszechnej, prowadząc przez długie lata 38. Warszawską Żeńską Drużynę Harcerek im. Królowej Jadwigi, do której należały dziewczynki z robotniczej Woli. Drużyna działała w publicznej szkole  powszechnej przy ul. Chłodnej 11/13. Drużyna prowadzona przez Zwolakowską przekształciła się po pewnym czasie w drużynę instruktorską, dziewczęta zakładały swoje drużyny i w ten sposób instruktorki zapoczątkowały działanie Hufiec ZHP Warszawa - Wola. 
W 1926 roku Zwolakowska weszła w skład Komisji Zuchów przy Wydziale Programowym Głównej Kwatery Harcerek, a od 1928 objęła kierownictwo samodzielnego Wydziału Zuchów. W 1933 roku wydała podręcznik W gromadzie zuchów, następnie Piosenki i tańce zuchowe, Opowiadania zuchowe, Gry zuchowe. Efektem jej współpracy z Aleksandrem Kamińskim była wspólna dla chłopców i dziewcząt rota Prawa zucha, przyjęta w październiku 1934.
Była inicjatorką zastosowania metody zuchowej do pracy z dziećmi z niepełnosprawnościami i przewlekle chorymi.

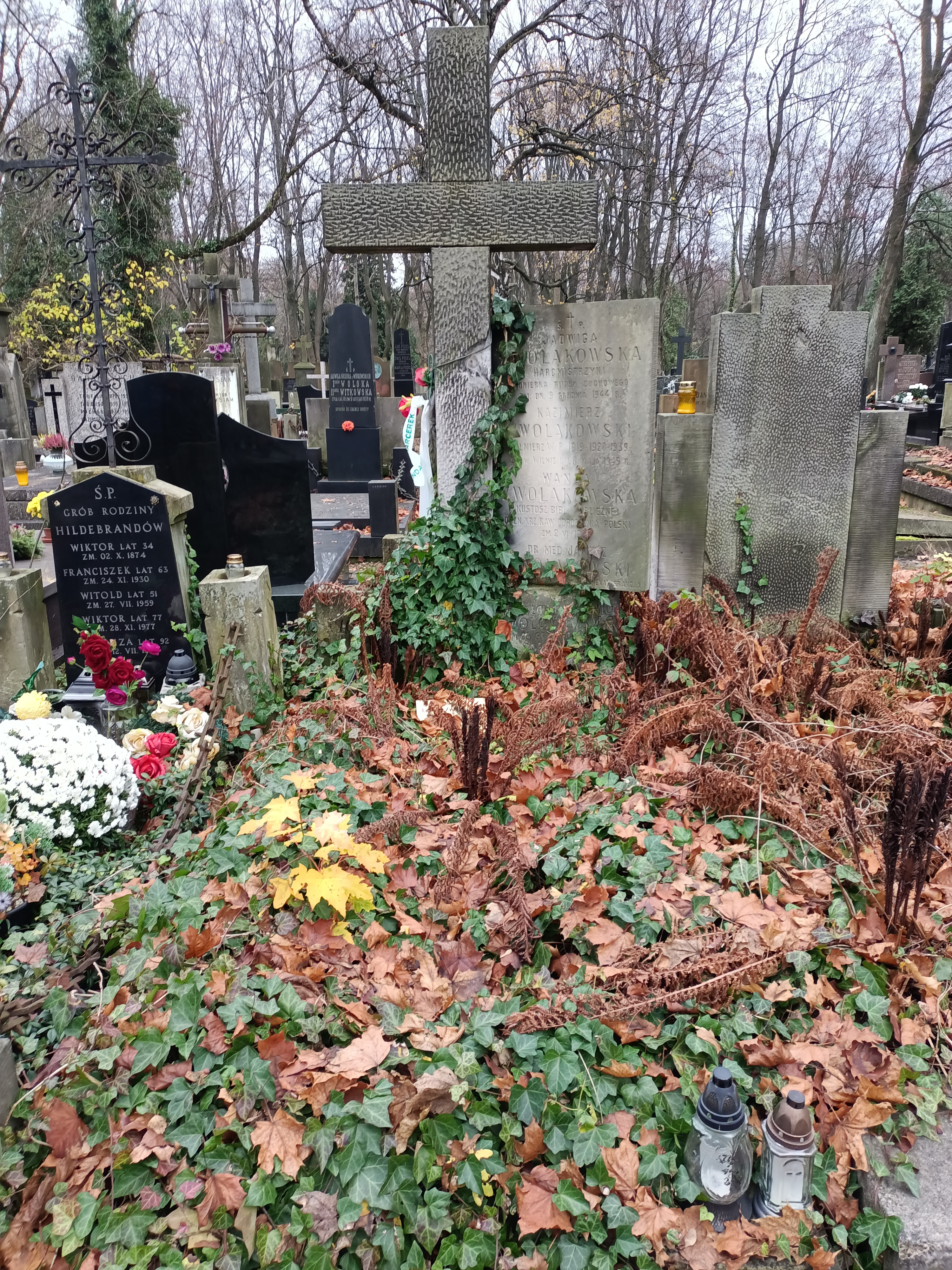
Grób Jadwigi Zwolakowskiej na cmentarzu Powązkowskim

W czasie okupacji weszła w skład konspiracyjnej Komendy Warszawskiej Chorągwi Harcerek. Od 1940 do 1942 była komendantką Okręgu Południe. Później prowadziła pracę harcerską wśród młodszych dziewczynek. Jej mieszkanie przy ul. Wspólnej 8 w Warszawie było miejscem spotkań na tajne komplety oraz punktem kontaktowym AK, a w czasie powstania warszawskiego – bezpiecznym schronieniem dla wyczerpanych sanitariuszek. W październiku 1944 roku wraz z kolumną ludności cywilnej opuściła Warszawę. Ranna w wypadku, zmarła 9 grudnia 1944 w szpitalu w Krakowie. Początkowo pochowana została na cmentarzu Rakowickim, jednak po wojnie jej ciało ekshumowano i przewieziono do Warszawy na Stare Powązki (kwatera 227-6-28).